# Before Sunset
Série
Before Sunrise
(1995) Before Midnight
(2013)
Pour plus de détails, voir Fiche technique et Distribution.
Before Sunset, ou Avant la nuit tout est possible au Québec, est un film franco-américain réalisé par Richard Linklater et sorti en 2004. Il s'agit de la suite de Before Sunrise (1995) et il précède Before Midnight (2013).

## Synopsis
Neuf ans ont passé depuis la rencontre de Jesse et Céline à Vienne (voir Before Sunrise).
Jesse est devenu un écrivain à succès, Céline une militante écologiste. Alors que Jesse répond à une interview et dédicace ses livres dans une librairie anglophone de Paris (Shakespeare and Company), Céline apparaît. Celle-ci s'est reconnue dans le personnage du dernier livre de Jesse. Ils décident de marcher un peu dans les rues de Paris. On apprend que Céline n'a pas pu se rendre au rendez-vous qu'ils s'étaient fixé six mois après leur rencontre à Vienne. Elle explique à Jesse qu'elle avait dû se rendre à l'enterrement de sa grand-mère. En neuf ans, beaucoup de choses se sont passées, et Jesse est marié et père. Jesse et Céline regrettent beaucoup de ne pas s'être vus pendant tout ce temps, et de ne pas s'être échangé leurs adresses. Après une balade en bateau-mouche sur la Seine, Jesse accompagne Céline chez elle, dans son appartement.

## Fiche technique
Sauf indication contraire, les informations mentionnées dans cette section peuvent être confirmées par les bases de données cinématographiques  présentes dans la section « Liens externes ».
- Titre original et français : Before Sunset
- Titre québécois : Avant la nuit tout est possible
- Réalisateur : Richard Linklater
- Scénario : Richard Linklater, Julie Delpy et Ethan Hawke, sur une histoire de Richard Linklater et Kim Krizan, d'après les personnages de Richard Linklater et Kim Krizan
- Photographie : Lee Daniel
- Montage : Sandra Adair
- Décors : Baptiste Glaymann
- Costumes : Thierry Delettre
- Production : Isabelle Coulet, Richard Linklater, John Sloss, Anne Walker-McBay
- Sociétés de production : Warner Independent Pictures, Castle Rock Entertainment, Detour Filmproduction
- Sociétés de distribution : Warner Independent Pictures, Warner Bros. Pictures
- Pays de production :  États-Unis |  France
- Format : couleur — 1,85:1 — 35 mm —  DTS / Dolby Digital / SDDS
- Genre : drame, romance
- Durée : 80 minutes
- Dates de sortie :
  - États-Unis : 2004
  - France : 16 mars 2005

## Distribution
Sauf indication contraire, les informations mentionnées dans cette section peuvent être confirmées par les bases de données cinématographiques  présentes dans la section « Liens externes ».
- Ethan Hawke (VQ : François Godin) : Jesse
- Julie Delpy (VQ : Elle-même) : Céline
- Vernon Dobtcheff (VQ : Claude Préfontaine) : le gérant de la librairie
- Louise Lemoine Torrès : journaliste 1
- Rodolphe Pauly : journaliste 2
- Diabolo : Philippe, le chauffeur
- Marianne Plasteig : la serveuse
- Denis Evrard : l'employé du bateau
- Albert Delpy : l'homme au grill dans la cour
- Marie Pillet : la femme dans la cour

## Distinctions
Sauf indication contraire, les informations mentionnées dans cette section peuvent être confirmées par les bases de données cinématographiques  présentes dans la section « Liens externes ».

### Récompenses
- Empire Awards 2005 : meilleure actrice pour Julie Delpy
- National Board of Review 2004 : mention spéciale du meilleur film
- San Francisco Film Critics Circle 2004 : meilleure actrice pour Julie Delpy

### Nominations et sélections
- Berlinale 2004 : hors compétition[1]
- Oscar du meilleur scénario original pour Richard Linklater, Julie Delpy, Ethan Hawke et Kim Krizan